# Serrinha (Bahia)
Serrinha  è un comune del Brasile nello Stato di Bahia, parte della mesoregione del Nordeste Baiano e della microregione di Serrinha.
Dal 2005 è sede vescovile cattolica.